# Будинок-музей Дюрера
Буди́нок А́льбрехта Дю́рера у старій частині Нюрнберга, побудований близько 1420 року, — місце, де жив і працював художник із 1509 року до своєї смерті в 1528 році. Альбрехт Дюрер жив у будинку з дружиною, матір'ю і своїми учнями та підмайстрами. Нині будинок є музеєм і входить разом із зібраннями графіки Нюрнберга до об'єднання музеїв міста.

## Будинок
Найстарші балки кута будинку в місці, де колишній провулок Ціссель виходить на площу Тіргертнертор відповідно до дендрохронологічного дослідження датуються 1418 роком, що дає можливість віднести дату спорудження будинку до 1420 року. В теперішній час це чотириповерхова будівля, два нижні поверхи якого зведені з пісковику, два верхніх — фахверкові. Напіввальмовий дах має великі слухові вікна (люкарни), що виходять на вулицю. Вони були реконструйовані в XIX столітті, коли без особливих на те підстав припускали, що там розміщувалася майстерня Дюрера.
У 1501 році будинок придбав купець і астрономом Бернхард Вальтер. Сучасного вигляду споруда набула, перш за все, завдяки істотній перебудові верхніх поверхів, розпочатої Вальтером. Так, на південному фасаді було зроблено кілька невеликих вікон для проведення астрономічних спостережень (gewergk der astronomey, астрономічних робіт). У Нюрнберзькому міському архіві зберігається договір, у якому мешканцям будинку забороняється кидати що-небудь на сусідній дах з нових вікон. Використання будинку як астрономічної обсерваторії можна бачити на його старовинних зображеннях.

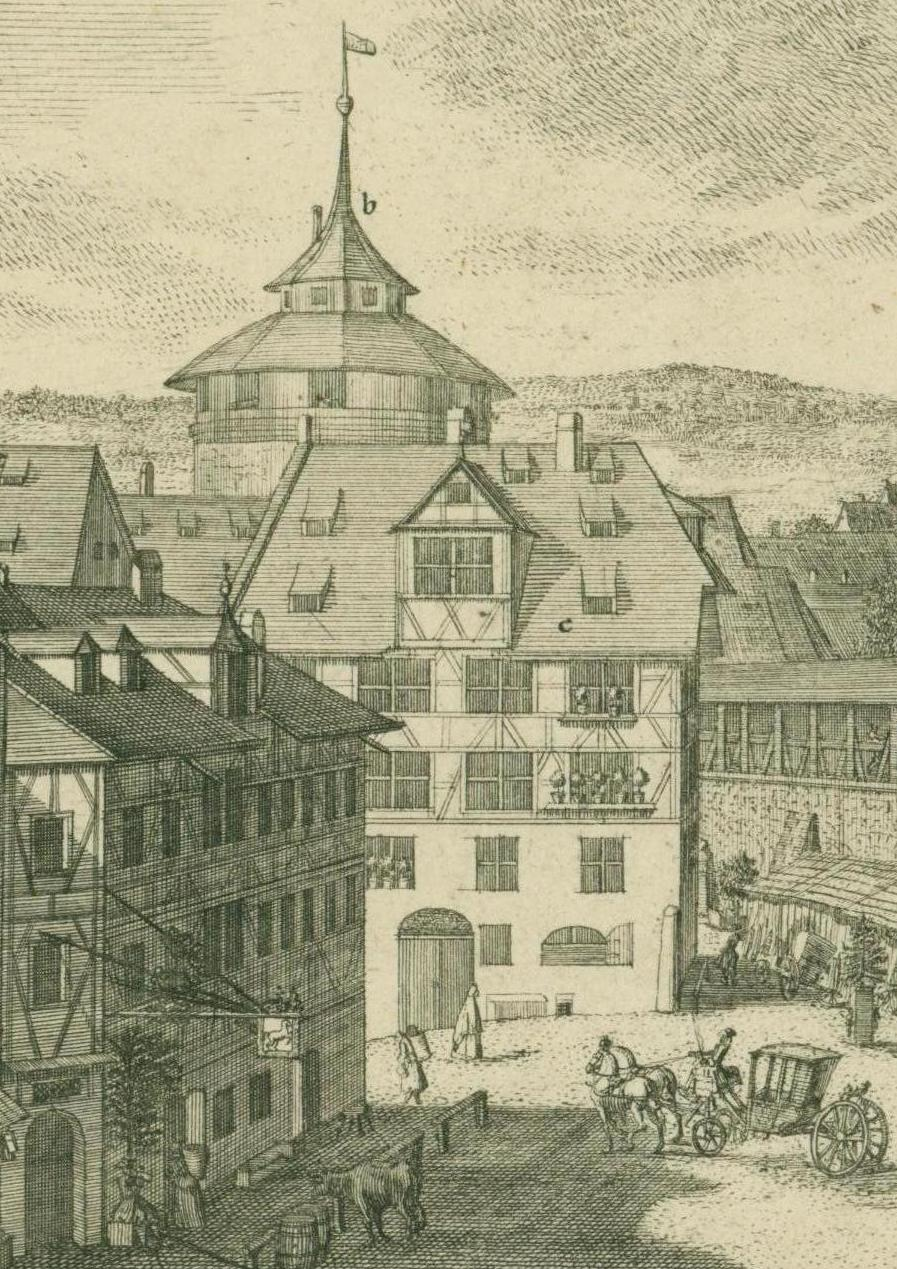
Площа Тіргертнертор, фрагмент із будинком Дюрера. Гравюра на міді (1714) Johann Adam Delsenbach

Згідно з договором купівлі-продажу сім'я Вальтера продала будинок в 1509 році за 275 гульденів Альбрехту Дюреру. По смерті Дюрера його дружина Агнеса (пом. 1539) продовжувала жити в будинку на Ціссельгассе. Хоча за всю історію свого існування за свідченнями, що збереглися, будинок змінив 24 власника, він все ж залишалася відомим як будинок Дюрера. Йоахим фон Зандрарт, видатний художник епохи бароко, шанувальник Дюрера, засновник Нюрнберзькій академії та автор першої німецької історії мистецтв, у 1675 році в розділі про Дюрера помістив опис місця розташування його будинку.
Напередодні трьохсотрічної річниці з дня смерті Дюрера місто Нюрнберг у 1826 році придбало будинок і в ньому була обладнана кімната-музей. У 1871 році, до ювілею художника будинок був переданий Товариству будинку Альбрехта Дюрера, з цього часу він стає музеєм.
Наприкінці Другої світової війни стара частина Нюрнберга була майже повністю зруйнована, постраждав і будинок Дюрера. Для публіки музей був відкритий вже в 1949 році, ставши одним із перших відновлених і доступних громадських будівель у місті. До великої ювілейної виставки з нагоди 500-го дня народження Дюрера в 1971 році біля західного фасаду була споруджена сучасна прибудова. Виставкове приміщення було переобладнано в 1996/98 роках в кінозал. Цей зал передбачається використовувати для виставок і конференцій.
Завдяки заходам з санації будівлі, що проводяться з 1990 року, будинок перебуває в дуже хорошому стані.
Сучасна адреса будинку — вулиця Альбрехта Дюрера, 39, він розташований біля Тіргертнерторплатц, яка завдяки своїй архітектурі вважається одним з найкрасивіших місць центру міста і носить неофіційну назву «площа Дюрера». Площа Дюрера, на якій встановлена статуя Альбрехта Дюрера, розташована південніше в напрямку церкви Святого Себальда — парафіяльної церкви художника.

## Музей

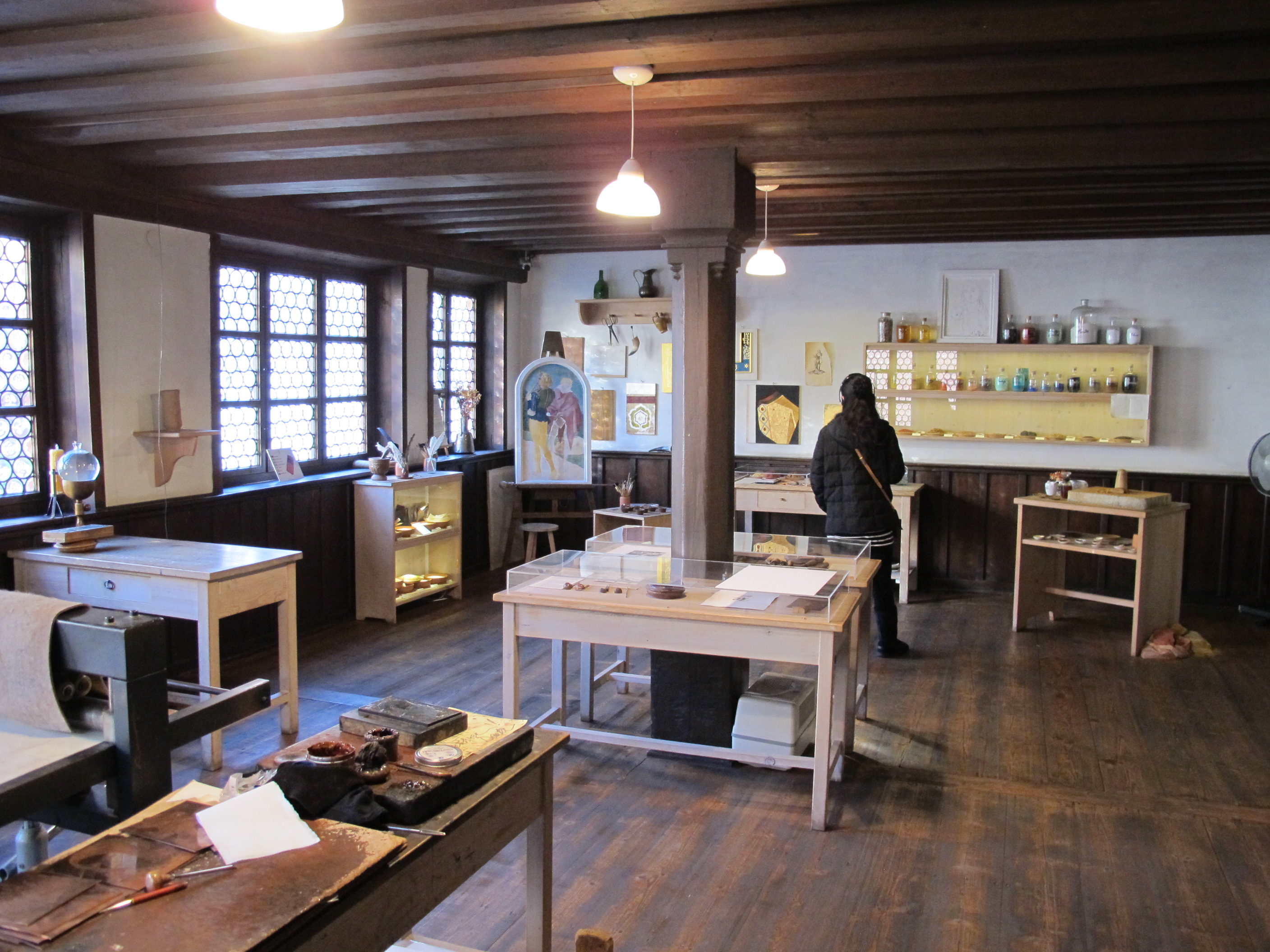
Майстерня

Будинок Дюрера — єдиний у своєму роді музей і меморіал одного з найвидатніших художників Відродження.
На першому поверсі знаходяться справжня кухня і дві так звані «кімнати Вандерера» (нім. Wandererzimmer) — спальня та кімната, облаштовані 1870-ті роки Фрідріхом Вандерером у псевдоготичному стилі. На верхньому поверсі розташовується найбільше приміщення, в якому могла бути майстерня. Тут можна побачити інструменти і матеріали, якими працювали художники, а також пристрої для друку, що використовувалися за часів Дюрера. У цій та сусідній кімнатах експонуються способи друку гравюр на дереві і металі — техніках, у яких Дюрер вважався неперевершеним майстром.
Історія будинку як музею і меморіалу Альбрехта Дюрера в історії мистецтв та історії культури наступних століть завжди була особливою виставковою темою. У приміщеннях галереї мансарди, перебудова якої запланована на майбутнє, можна бачити копії найважливіших творів Дюрера, проходять тут і тимчасові виставки оригінальних робіт художника. Це насамперед місце, де експонуються твори із Графічного зібрання міста.
З 1 серпня 2009 року директором будинку-музею і зібрання графіки є мистецтвознавець Томас Шауерте.